# Benthodesmus
Benthodesmus es un género de peces de la familia Trichiuridae, del orden Perciformes. Este género marino fue descrito por primera vez en 1882 por George Brown Goode y Tarleton Hoffman Bean.

## Especies
Especies reconocidas del género:
- Benthodesmus elongatus (Clarke, 1879)
- Benthodesmus macrophthalmus Parin & Becker, 1970
- Benthodesmus neglectus Parin, 1976
- Benthodesmus oligoradiatus Parin & Becker, 1970
- Benthodesmus pacificus Parin & Becker, 1970
- Benthodesmus papua Parin, 1978
- Benthodesmus simonyi (Steindachner, 1891)
- Benthodesmus suluensis Parin, 1976
- Benthodesmus tenuis (Günther, 1877)
- Benthodesmus tuckeri Parin & Becker, 1970
- Benthodesmus vityazi Parin & Becker, 1970

### Lectura recomendada
- Denys W. Tucker B.Sc, F.Z.S. "The fishes of the genus Benthodesmus (Family Trichiuridae)". Proceedings of the Zoological Society of London: Volume 123, Issue 1, pages 171–195, May 1953. DOI: 10.1111/j.1096-3642.1953.tb00163.x
- Tony Ayling & Geoffrey Cox, Collins Guide to the Sea Fishes of New Zealand, (William Collins Publishers Ltd, Auckland, New Zealand 1982) ISBN 0-00-216987-8.